# 日本國鐵ED60型電力機車
ED60型电力机车（日语：ED60形電気機関車）是日本国有铁道的直流电力机车车型之一，适用于供电制式为1500伏直流电的电气化铁路，由新三菱重工业、川崎车辆、汽車製造等企业于1958年研制成功。

## 发展历史

### 背景
第二次世界大战结束后，日本国有铁道为满足在战后经济复兴的形势下不断增长的运输量，先后研制了三种标准型直流电力机车，即干线客运用的EF58型电力机车，以及干线货运用的EF15、EH10型电力机车，并成为了国铁主要干线的主型电力机车。至1950年代末，在大正时代从国外进口或从私铁收购的各种旧型电力机车亦将届使用寿命，因此日本国铁急需一种新型直流电力机车来取代这些旧型机车，担当非主要干线的客货列车牵引任务。
此外，受到法国国铁发展工频单相交流制电气化铁路的成功经验所影响，日本国有铁道亦从1950年代初开始发展交流电力牵引。1954年至1957年间，三菱、日立、东芝分别试制了多种交流电力机车的原型车（ED44、ED45型电力机车），并在仙山线的20千伏50赫兹交流电化区段进行了试验。1957年，ED70型电力机车投入北陆本线运用，成为日本国铁的第一种量产型交流电力机车。该型机车与旧型直流电力机车拥有完全不同的结构，并应用了许多当时的新结构和新技术。
在这样的背景下，日本国铁决定利用ED70型交流电力机车所采用部分最新技术，从根本上改变直流电力机车的设计，开发一种全新的直流电力机车，称之为“直流新型电力机车”。1958年，新三菱重工业、川崎车辆、汽車製造等企业成功研制了新一代的ED60型电力机车，当时又被称为“60番台机车”。与此同时，还研制了同系列的ED61型电力机车，特点是增加了再生制动。由于ED60、ED61型电力机车的车体长度比EH10型电力机车短得多，因而在当时流行的科幻漫画《铁臂阿童木》中获得了“阿童木机车”（「アトム機関車」）的绰号，与EH10型电力机车的绰号“猛犸机车”相映成趣。
与此前的旧型电力机车相比，“直流新型电力机车”具有以下特点：
- 采用轻量化的箱型车体结构。
- 采用轻量化、高转速、大功率的新型直流牵引电动机，小时功率从200～300千瓦增加到400千瓦，单位功率重量比旧型电动机提高了约一倍。
- 采用轮对空心轴架悬式驱动方式，取代了传统的轴悬式驱动方式，减轻了簧下重量。
- 采用无导轮、旁承支重、摇枕弹簧悬挂的新型转向架。
- 采用全新的超多段电阻调压控制方式，提高电力机车的调速性能。
- 车内电气设备采用单元化布置方式。
- 利用各种机械及电气方法改善电力机车的粘着性能。
- 拥有重联控制功能。

### 制造
1958年试制的首批三台机车（1～3）为大糸线而制造，目的是运输关西电力黑部川第四发电所的建筑材料，机车的制造预算由电源开发债券承包；其中，1号机车由新三菱重工业、三菱電機生产，2号机车由川崎电机制造、川崎车辆生产，3号机车由东洋电机制造、汽车制造生产。
1959年至1960年间，东洋电机制造、汽车制造、川崎电机制造、川崎车辆又制造了第二批五台机车（4～8）。虽然ED60型电力机车是为替换地区支线铁路的旧型电力机车而设计的，但由于其轴重、功率及耗电量均大于早期的旧型电力机车，因此不太适合在线路条件较差的支线铁路运用，尤其部分支线的牵引变电所容量不足，限制了ED60型电力机车的使用范围，因此仅生产了少量该型机车。

### 运用
ED60型电力机车投入运用初期，1～3号机车首先配属于甲府机关区并投入中央本线运用，后来亦曾经配属北松本电车区（后来的松本运转所北松本支所）并投入大糸线运用；4～5号机车配属作并机关区，投入仙山线运用；6～8号机车配属凤电车区（后来的龙华机关区），投入阪和线运用。
当黑部川第四发电所的建设完成后，在大糸线运用的1～3号机车亦改作他用。1号机车仍然配属松本运转所北松本支所，在大糸线担当货物列车的牵引任务。2～3号机车于1962年转移至甲府机关区，并于1965年4月再转属八王子机关区。同年夏季，这两台机车被转移至凤电车区并投入阪和线运用，直到1972年为替换大糸线的ED21型电力机车，再度配属松本运转所北松本支所。1985年12月至1986年1月，北松本支所的1～3号机车依次退役报废。
作并机关区配属ED60型电力机车的原因，主要是为了与仙山线的交流电力机车原型车作比较试验，但由于ED60型电力机车单机功率较大，对仙山线的小容量牵引变电所造成较高负荷，当机车运用时架空接触网的电压有较大幅度的下降。试验结束后，4～5号机车于1960年8月转配属机车需求较大的凤电车区。
而配属凤电车区的ED60型电力机车，则能够很好地适应阪和线的线路及运用条件。阪和线具有足以和东海道本线匹敌的高标准线路条件，因此机车较大的轴重和耗电量并不构成问题，而且ED60型电力机车的加速性能较好，更适合用于运输繁忙的通勤铁路线。后来为了进一步提高机车的粘着性能，还在阪和线的ED60型电力机车上加装压铁配重，使其轴重由14吨增加至15吨。此外，由于阪和线属于战时收购的私铁路线之一，长度较短的ED60型电力机车能较容易适应有效长度较短的站台和待避线。例如，在尽头式车站设计的天王寺站，由于受到站台有效长度的限制，缩短机车长度可以为扩大旅客列车编组创造条件，当客流高峰期时旅客列车可以加挂多一节车厢，这对于那些在天王寺站到发的纪势本线直通旅客列车尤其重要，特别是在冬季需要编挂暖房车的“黑潮号”、“白滨号”准急列车。
ED60型电力机车投入阪和线运用后，替换了阪和电气铁道时代的ED38型电力机车，以及在战后投入该线的ED16型电力机车。加上于1960年从作并机关区转配属的4～5号机车，及1965年从八王子机关区转配属的2～3号机车，凤电车区（龙华机关区）曾经配属最多七台ED60型电力机车。1972年，2～3号机车从龙华机关区转配属甲府机关区，并转入两台ED61型电力机车（17～18）作为替补。1986年3月，随着龙华机关区开始配属EF60型电力机车，ED60型电力机车陆续报废。

## 技术特点

### 总体结构
ED60型电力机车是客货运通用的直流电力机车，适用于1500伏直流电气化铁路。机车车体沿用了与同时期ED70型电力机车及DF50型柴油机车相似的外形及结构，采用表面平滑的全钢焊接结构车体。车体长度为13000毫米，比同系列ED61型电力机车短1300毫米，原因是ED60型电力机车没有再生制动设备，因而节省了部分设备安装空间。
机车的两端各有一个司机室，机车中部是电气室及机械室，车内设有贯通式双侧内走廊。在司机室内机车运行方向的左侧设有司机操纵台，司机室两侧设有供乘务员乘降的车门。考虑到重联运用的需要，司机室前端中央设有铰链式贯通门，以便乘务人员通过到另一台机车。该贯通门采用吊挂在车外的外开式设计，而没有采用最原始的内开式设计，目的是防止车辆行驶时冷风从贯通门的间隙漏进司机室，以改善司机室在冬季的舒适性。车顶安装有两台国铁标准的PS17型双臂式受电弓，是在电力动车组所采用的PS16型受电弓的基础上发展而成，但由原本的弹簧升弓式改为气压升弓式。

### 电气系统

#### 调速系统
ED60型电力机车是直—直流电传动的直流电力机车，除了省略再生制动功能外，机车主电路结构与ED61型电力机车基本相同。机车通过多种方法，包括超多段电阻调压、牵引电动机的串联—并联转换、以及磁场削弱控制来达到调速的目的。传统的直流电力机车所采用的电阻调压，一般只能实现级位数量十分有限的有级调压，而且在调速过程中也容易因牵引力突然变化而造成冲击，或因超出线路粘着条件而使轮对发生空转。
在ED60型电力机车上，首次采用超多段电阻调压来解决上述问题。每台机车设有两套相同的电阻器系统，分别控制两台转向架上的牵引电动机。电阻器系统包含了并联的主电阻器及副电阻器，首先利用主电阻器实现十个大调压级，再于每个大调压级内利用副电阻器实现五个小调压级。调压开关采用电磁式空气接触器，级位转换是通过带有伺服电动机的凸轮轴控制器配合限流继电器进行的。
ED60型电力机车还可以采取改变牵引电动机连接方式，来改变牵引电动机的端电压，但由于电阻调压的调压级数量较多，因此只采用了较简单的二段式串—并联转换。每两台牵引电动机作为一组并固定以串联方式连接，当机车达到一定速度后两组电动机改以并联方式连接（两串两并），该项转换是通过主电阻器的串并联切换来进行的。
在超多段电阻调压和串并联转换的共同配合下，使ED60型电力机车拥有多达110个调压级，大大降低每个级位之间的电压变化，从而获得了相对平滑的调速性能。这对电力机车的牵引性能带来了许多好处，例如可以减少在调节牵引电动机端电压过程中的电流冲击，并使牵引力的变化较为均匀。在机车起动及加速时，可以使起动电流的变化较贴近粘着限制曲线，不仅使列车起动更加平稳，还能有效提高起动牵引力及防空转性能。
此外，ED60型电力机车为扩大机车的恒功调速范围，在牵引电动机串联或并联工况均可以施行四级磁场削弱，削弱率最深可达40%。磁场削弱采用磁感应分路法，在调压开关和牵引电动机之间串入分路电阻器和感应线圈，来改变励磁绕组的电流，并获得不同程度的磁场削弱。司机控制器共有24个调速级位，其中串联位11级、并联位9级、磁场削弱位4级。

#### 牵引电动机
每台机车安装有四台新开发的MT49型四极串励直流牵引电动机，小时功率为390千瓦，额定电压为750伏特，额定电流为575安倍，额定转速为每分钟1180转。该型电动机是在EF15、EF58型电力机车所采用的MT42型牵引电动机的基础上改良而成，电枢绕组的形式由波形绕组改为叠形绕组，绝缘等级由B级提升为F级（电枢绕组）和H级（励磁绕组），最大磁场削弱深度由60%加强到40%。MT49型牵引电动机的输出功率比MT42型牵引电动机增加23%，但重量却由3800公斤减轻至2200公斤，使电动机的单位功率重量由0.093千瓦/公斤大幅提升到0.182千瓦/公斤。

#### 轴重转移补偿
当机车牵引列车起动时，由于轮周牵引力与车钩处作用的列车阻力不在同一水平面，使前后转向架各轴载荷发生变化，称之为牵引力作用下的轴重转移。在ED60型电力机车上，轴重转移的表现为（机车行驶方向）第一、三轴减载，第二、四轴增载，因而降低了机车黏着重量利用率。为了减小轴重转移，ED60型电力机车除了采用全旁承支重的摇枕转向架外，还具有轴重转移电气补偿功能。电气补偿是根据各轴粘着重量的比例，对各轴牵引电动机实施不同程度的磁场削弱，从而使各轴的轮周牵引力趋于一致。使用电气补偿时，（机车行驶方向）第一轴和第四轴的牵引电动机励磁率分别为54.3%和100%，而第二、三轴的牵引电动机励磁率均为71.5%。因此，第一轴和第四轴的牵引电动机固定串联连接，而第二、三轴的牵引电动机亦固定串联连接。

#### 防空转系统
除此之外，ED60型电力机车还具有较为完善的轮对防空转保护系统。由于机车采用每两台牵引电动机串联连接的方式，当发生空转时，空转轮对的牵引电动机的反电势加大，造成与之串联的另一台电动机端电压降低。因此，机车设有空转警报继电器，用来检测牵引电动机端电压的异常变化。一旦检测到某一轮对空转，不仅即时撒砂于路轨，并接通电枢分路电阻器以降低该牵引电动机的供给电流，减少牵引力输出，使轮对尽快恢复粘着。

### 转向架
机车走行部为两台DT106型二轴摇枕式转向架。转向架构架采用“日”字形钢板及冲压构件焊接结构，轴箱采用导柱式定位结构。转向架采用全旁承支重结构，机车的车体重量通过四个旁承支座坐落在两台转向架上。转向架的摇枕弹簧悬挂装置为摇动台式，摇枕横置于构架下部，其两端通过旁承支座与车体连接，旁承支座位于构架侧梁外侧。摇枕和构架之间通过摇枕弹簧、摇枕吊杆、下心盘、中心销连接。下心盘及中心销不仅作为摇枕的回转中心，亦用来传递牵引力及制动力，由于牵引点高度降低至距轨面325毫米，从而减少了机车起动时的轴重转移。一系悬挂为轴箱侧橡胶圆筒弹簧及轴箱顶螺旋弹簧，中央摇枕弹簧亦采用并联的螺旋弹簧，并配有垂向油压减震器。
牵引电动机采用轮对空心轴架悬式安装方式，将整个牵引电动机悬挂在转向架构架上，减少牵引电动机承受从轨道传来的振动冲击。牵引电动机输出的扭矩通过一级减速齿轮传递给轮对，牵引齿轮传动比为15：82（1：5.466）。

## 车辆保存
- ED60 1号机车：静态保存于长野综合车辆中心。